# Желєзнодорожна Казарма 193 км
Желєзнодоро́жна Каза́рма 193 км (рос. Железнодорожная Казарма 193 км) — селище у складі Первомайського району Алтайського краю, Росія. Входить до складу Сибірської сільської ради.
Стара назва — Желєзнодорожна казарма 193 км.

## Населення
Населення — 33 особи (2010; 36 у 2002).
Національний склад (станом на 2002 рік):
- росіяни — 89 %